# Nasutitermes
Nasutitermes (лат.) — род носатых высших термитов из подсемейства Nasutitermitinae (Termitidae). В основном это насекомые, потребляющие древесину, поэтому некоторые виды являются вредителями сельского хозяйства (повреждают фруктовые и кофейные деревья, кукурузу, хлопчатник, эвкалипт, рис и сахарный тростник). Крупнейший пантропический род термитов, в котором известно около 250 видов.
Род Nasutitermes хорошо известен как «конусоголовые термиты», поскольку солдаты этого вида имеют голову, напоминающую конус, или длинный нос. Многие виды выступают в качестве основных разлагателей больших мёртвых деревьев в лесах. Благодаря этому они помогают поддерживать лесную экосистему. Многие виды Nasutitermes являются обитателями деревьев и строят свои гнёзда из пережёванной древесины, почвы и фекалий. Их дендробионтные гнёзда легко найти, потому что они выглядят как большие полусферические курганы, прилепленные к дереву. Другие виды Nasutitermes устраивают свои гнёзда в больших брёвнах и мёртвых деревьях; некоторые виды также устраивают свои гнёзда в почве.

## Распространение и экология
Пантропика. В Неотропике известно около 70 видов. В Юго-Восточной Азии около 90 видов, в том числе, в Индии около 30 видов. Они занимают разнообразные экологические ниши и встречаются в самых разных местах обитания, включая первичные и вторичные леса, пахотные земли и городские районы.

## Значение
Некоторые виды Nasutitermes играют важную роль в экологических процессах в почве, потребляя до 3 % годового объёма древесной подстилки в бразильских лесах. Некоторые виды Nasutitermes были зарегистрированы как вредители или инвазивные виды. Несколько видов Nasutitermes являются важными вредителями в Южной Америке, нанося значительный ущерб сельскому хозяйству (например, кофе, кукурузе, хлопчатнику, эвкалипту, фруктовым деревьям, рису и сахарному тростнику), а также древесине и другим целлюлозным материалам. Например, Nasutitermes nigriceps, N. ephratae и N. surinamensis хорошо известны как вредители древесины, а N. corniger является одним из основных городских вредителей в Бразилии и Аргентине.

## Описание
Солдаты отличаются «носатой» формой головы, на которой есть лобный выступ (nasus) и рудиментарные мандибулы. Этот нос или рострум имеет выходное отверстие железы на своём конце, через которое они выпускают липкую жидкость для защиты. Эта группа выработала сложные стратегии защиты, с большим количеством солдат, оснащённых эффективным химическим оружием. Многие виды строят арбореальные гнёзда на растениях. Используют несколько видов пищи, хотя большинство из них являются ксилофагами. Гнёзда состоят из смеси древесины, слюны и фекалий. Формула голенных шпор 2-2-2, лапки 4-члениковые. Усики солдат 14-члениковые, у рабочих 13—15-члениковые.

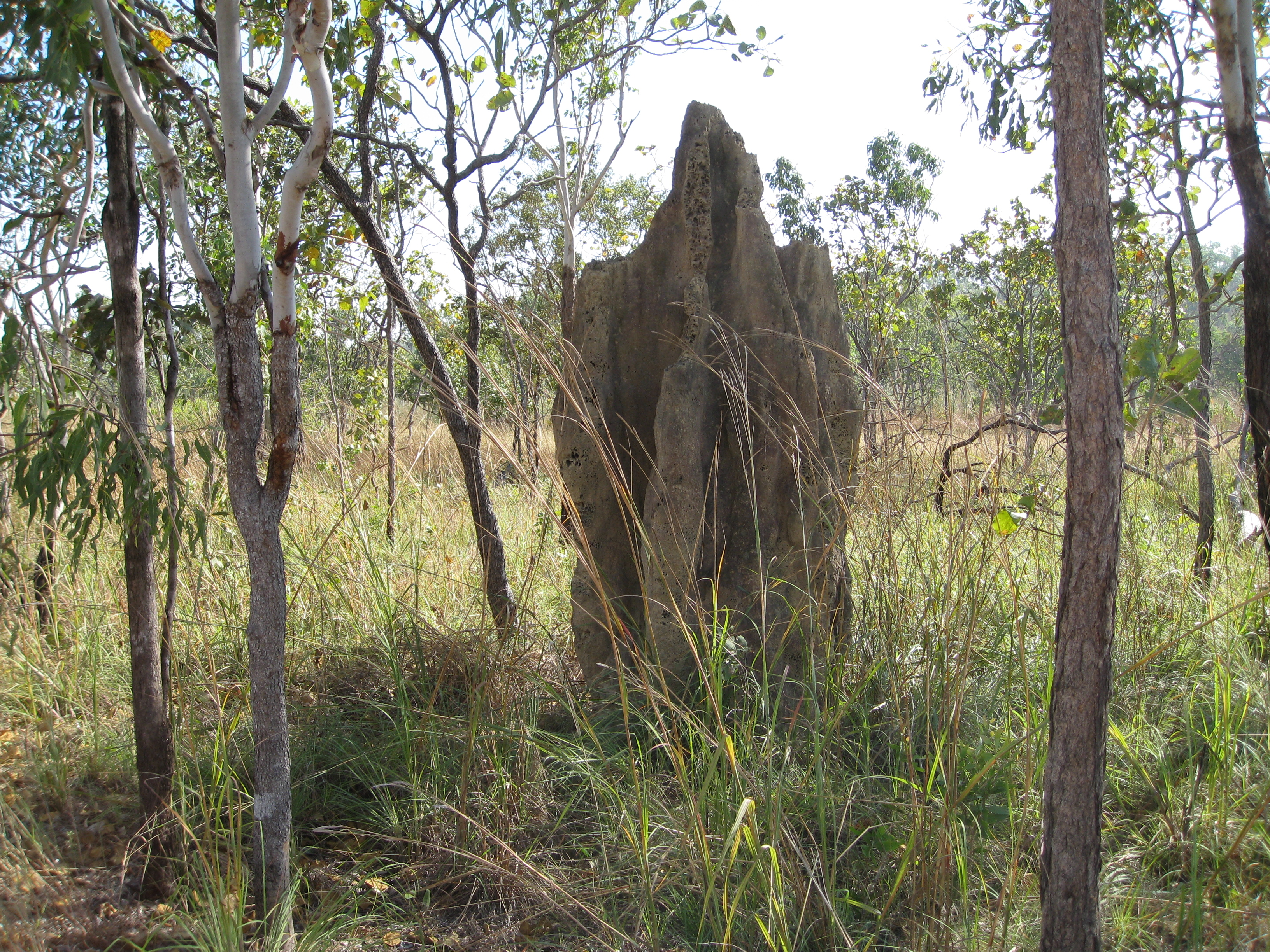
Термитник Nasutitermes sp., Австралия
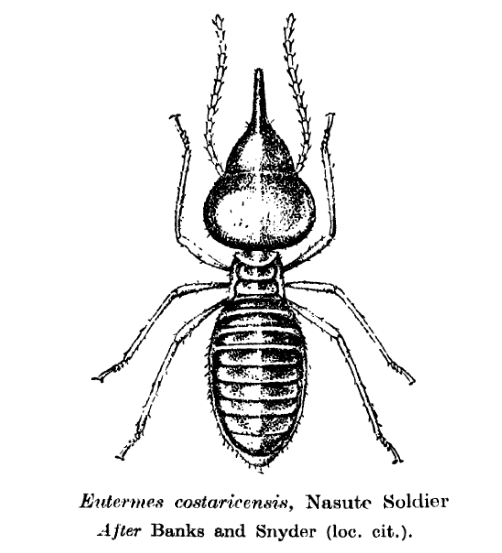
Nasutitermes corniger

Обычно ночью или рано утром некоторые виды Nasutitermes прокладывают огромные тропы, чтобы найти новую древесину для питания, и эти тропы могут быть длинными и встречаться в очень зрелых колониях, насчитывающих десятки тысяч особей. Но их колонны обычно рассеиваются, или они начинают строить туннели из окружающих их материалов, когда солнце медленно опускается на лесную подстилку. Это связано с тем, что у них мягкое тело, очень уязвимое для солнечных лучей, и слишком сильное воздействие может привести к высыханию их тела, что приведёт к гибели.

### Основание новой колонии
Обычно алаты (крылатые половые особи, самки и самцы) Nasutitermes роятся после захода солнца или ранним утром после дождя или при небольшом дожде. Крылатые самцы небольшие и обычно коричневого цвета с тёмными крыльями. Сбросив крылья, самцы отправляются на поиски самок. Как обычно, встретив друг друга, пара начинает бегать тандемом и обычно ищет гнилое бревно, пень или мёртвое дерево, чтобы построить гнездо. Обычно после строительства клаустральной камеры пара откладывает яйца в течение 3-7 дней, но иногда продолжительность откладки яиц увеличивается в зависимости от вида и условий окружающей среды. Первые личинки появляются у пары через 3-5 недель после откладки яиц, а ещё через 2-3 недели личинки с помощью королевской пары превращаются в первых рабочих и солдат термитов. В редких случаях в одной камере может оказаться несколько пар, которые будут сотрудничать друг с другом до появления рабочих. А затем рабочие начнут уничтожать избыточное количество репродуктивных особей и в основном будут довольствоваться 1-2 первичными репродуктивными парами.

## Палеонтология
Известно несколько ископаемых видов из доминиканского янтаря (Д) и один из мексиканского янтаря (МЯ).
1. †Nasutitermes amplioculatus[12] (Д)
2. †Nasutitermes crinitus[14] (Д)
  - = †Nasutitermes pilosus[12]
3. †Nasutitermes electrinus[13] (МЯ)
4. †Nasutitermes electronasutus[13] (Д)
5. †Nasutitermes incisus[12] (Д)
6. †Nasutitermes magnocellus[12] (Д)
7. †Nasutitermes medioculatus[12] (Д)
8. †Nasutitermes rotundicephalus[12] (Д)
9. †Nasutitermes seminudus[12]

## Систематика
Известно около 250 видов. Крупнейший и наиболее эволюционно продвинутый род термитов со сложной таксономической историей. Таксономия рода Nasutitermes крайне запутана, что затрудняет идентификацию видов. Ранее таксономия Nasutitermes была основана в основном на морфологии касты солдат. Анализ кутикулярных углеводородов и секвенирование генов недавно выявили несколько криптических видов или синонимов. Этот метод оказался полезным для дифференциации довольно сходных видов, таких как N. corniger и N. ephratae, N. acajutlae и N. nigriceps. Митохондриальные маркеры продемонстрировали синонимичность N. corniger, N. costalis и N. polygynus. Преследуя ту же цель, то есть установление видовой делимитации между видами Nasutitermes из Французской Гвианы, Рой и др. (2014) применили исследовательские методы видовой делимитации, использующие последовательности ДНК в качестве основного источника информации для установления принадлежности к группе и оценки предполагаемых видовых границ.
По данным молекулярной филогении Nasutitermes, по-видимому, является парафилетическим таксоном (Inward et al. 2007).
1. Nasutitermes acajutlae
2. Nasutitermes acangussu
3. Nasutitermes acutus
4. Nasutitermes aduncus
5. Nasutitermes alticola
6. Nasutitermes amboinensis
7. Nasutitermes anamalaiensis
8. Nasutitermes anjiensis
9. Nasutitermes anoniensis
10. Nasutitermes aquilinus
11. Nasutitermes araujoi
12. Nasutitermes arborum
13. Nasutitermes arenarius
14. Nasutitermes aruensis
15. Nasutitermes atripennis
16. Nasutitermes balingtauagensis
17. Nasutitermes banksi
18. Nasutitermes bannaensis
19. Nasutitermes bashanensis
20. Nasutitermes benjamini
21. Nasutitermes bikpelanus
22. Nasutitermes bivalens
23. Nasutitermes boengiensis
24. Nasutitermes boetoni
25. Nasutitermes bolivari
26. Nasutitermes bolivianus
27. Nasutitermes brachynasutus
28. Nasutitermes brevioculatus
29. Nasutitermes brevipilus
30. Nasutitermes brevirostris
31. Nasutitermes brunneus
32. Nasutitermes bulbiceps
33. Nasutitermes bulbus
34. Nasutitermes callimorphus
35. Nasutitermes camerunensis
36. Nasutitermes carnarvonensis
37. Nasutitermes castaneus
38. Nasutitermes celebensis
39. Nasutitermes centraliensis
40. Nasutitermes ceylonicus
41. Nasutitermes changningensis
42. Nasutitermes chapmani
43. Nasutitermes chaquimayensis
44. Nasutitermes cherraensis
45. Nasutitermes chhotanii
46. Nasutitermes choui
47. Nasutitermes chrysopleura
48. Nasutitermes coalescens
49. Nasutitermes colimae
50. Nasutitermes communis
51. Nasutitermes comorensis
52. Nasutitermes comstockae
53. Nasutitermes corniger (Motschulsky, 1855) typus
  - = Eutermes costalis Holmgren, 1910
54. Nasutitermes corporaali
55. Nasutitermes coxipoensis
56. Nasutitermes crassicornis
57. Nasutitermes crassus
58. Nasutitermes crinitus[14]
59. Nasutitermes curtinasus
60. Nasutitermes dasyopsis
61. Nasutitermes dendrophilus
62. Nasutitermes devrayi
63. Nasutitermes diabolus
64. Nasutitermes dimorphus
65. Nasutitermes dixoni
66. Nasutitermes dobonensis
67. Nasutitermes dolichorhinos
68. Nasutitermes dudgeoni
69. Nasutitermes dunensis
70. Nasutitermes ecuadorianus
71. Nasutitermes ehrhardti
72. Nasutitermes elegantulus
73. Nasutitermes emersoni
74. Nasutitermes ephratae
75. Nasutitermes eucalypti
76. Nasutitermes exitiosus
77. Nasutitermes fabricii
78. Nasutitermes falciformis
79. Nasutitermes fengkaiensis
80. Nasutitermes ferranti
81. Nasutitermes feytaudi
82. Nasutitermes fletcheri
83. Nasutitermes fulleri
84. Nasutitermes fumigatus
85. Nasutitermes fuscipennis
86. Nasutitermes gaigei
87. Nasutitermes gardneri
88. Nasutitermes gardneriformis
89. Nasutitermes garoensis
90. Nasutitermes glabritergus
91. Nasutitermes globiceps
92. Nasutitermes gracilirostris
93. Nasutitermes gracilis
94. Nasutitermes grandinasus
95. Nasutitermes graveolus
96. Nasutitermes guayanae
97. Nasutitermes guizhouensis
98. Nasutitermes haddoensis
99. Nasutitermes havilandi
100. Nasutitermes hejiangensis
101. Nasutitermes heterodon
102. Nasutitermes hexianensis[14]
103. Nasutitermes hirticeps
104. Nasutitermes horni
105. Nasutitermes huangshanensis
106. Nasutitermes hubbardi
107. Nasutitermes inclinasus
108. Nasutitermes indicola
109. Nasutitermes infuscatus
110. Nasutitermes itapocuensis
111. Nasutitermes jacobsoni
112. Nasutitermes jalpaigurensis
113. Nasutitermes jaraguae
114. Nasutitermes javanicus
115. Nasutitermes jiangxiensis
116. Nasutitermes johoricus
117. Nasutitermes kali
118. Nasutitermes kemneri
119. Nasutitermes kempae
120. Nasutitermes kimberleyensis
121. Nasutitermes kinoshitai
122. Nasutitermes koiari
123. Nasutitermes krishna
124. Nasutitermes lacustris
125. Nasutitermes latifrons
126. Nasutitermes latus
127. Nasutitermes leponcei
128. Nasutitermes lividus
129. Nasutitermes llinquipatensis
130. Nasutitermes longiarticulatus
131. Nasutitermes longinasoides
132. Nasutitermes longinasus
133. Nasutitermes longipennis
134. Nasutitermes longirostratus
135. Nasutitermes longirostris
136. Nasutitermes longwangshanensis
137. Nasutitermes lujae
138. Nasutitermes luzonicus
139. Nasutitermes machengensis
140. Nasutitermes macrocephalus
141. Nasutitermes magnus
142. Nasutitermes maheensis
143. Nasutitermes major
144. Nasutitermes makassarensis
145. Nasutitermes mangshanensis
146. Nasutitermes maniseri
147. Nasutitermes matangensis
148. Nasutitermes mauritianus
149. Nasutitermes maximus
150. Nasutitermes medoensis
151. Nasutitermes meinerti
152. Nasutitermes meridianus
153. Nasutitermes mindanensis
154. Nasutitermes minimus
155. Nasutitermes minor
156. Nasutitermes mirabilis
157. Nasutitermes mojosensis
158. Nasutitermes mollis
159. Nasutitermes montanae
160. Nasutitermes moratus
161. Nasutitermes motu
162. Nasutitermes muli
163. Nasutitermes myersi
164. Nasutitermes neonanus
165. Nasutitermes neoparvus
166. Nasutitermes nigriceps
167. Nasutitermes nomadensis
168. Nasutitermes nordenskioldi
169. Nasutitermes novarumhebridarum
170. Nasutitermes obscurus
171. Nasutitermes obtusimandibulus
172. Nasutitermes octopilis
173. Nasutitermes oculatus
174. Nasutitermes olidus
175. Nasutitermes orthonasus
176. Nasutitermes oshimai
177. Nasutitermes ovatus
178. Nasutitermes ovipennis
179. Nasutitermes palaoensis
180. Nasutitermes panayensis
181. Nasutitermes parviceps
182. Nasutitermes parvonasutus
183. Nasutitermes parvus
184. Nasutitermes perparvus
185. Nasutitermes peruanus
186. Nasutitermes pictus
187. Nasutitermes pilosus
188. Nasutitermes pinocchio
189. Nasutitermes planiusculus
190. Nasutitermes pluriarticulatus
191. Nasutitermes pluvialis
192. Nasutitermes princeps
193. Nasutitermes proatripennis
194. Nasutitermes profuscipennis
195. Nasutitermes projectus
196. Nasutitermes proximus
197. Nasutitermes qimenensis
198. Nasutitermes qingjiensis
199. Nasutitermes rectangularis
200. Nasutitermes regularis
201. Nasutitermes retus
202. Nasutitermes rippertii
203. Nasutitermes roboratus
204. Nasutitermes rotundatus
205. Nasutitermes rotundus
206. Nasutitermes saleierensis
207. Nasutitermes sanctaeanae
208. Nasutitermes sandakensis
209. Nasutitermes schoutedeni
210. Nasutitermes seghersi
211. Nasutitermes shangchengensis
212. Nasutitermes simaluris
213. Nasutitermes similis
214. Nasutitermes simulans
215. Nasutitermes sinensis
216. Nasutitermes smithi
217. Nasutitermes stricticeps
218. Nasutitermes subtibetanus
219. Nasutitermes subtibialis
220. Nasutitermes suknensis
221. Nasutitermes surinamensis
222. Nasutitermes takasagoensis
223. Nasutitermes tandoni
224. Nasutitermes tatarendae
225. Nasutitermes taylori
226. Nasutitermes thanensis
227. Nasutitermes tianmuensis
228. Nasutitermes tiantongensis
229. Nasutitermes tibetanus
230. Nasutitermes timoriensis
231. Nasutitermes tipuanicus
232. Nasutitermes torresi
233. Nasutitermes tredecimarticulatus
234. Nasutitermes triloki
235. Nasutitermes triodiae
236. Nasutitermes tsaii
237. Nasutitermes tungsalangensis
238. Nasutitermes unduliceps
239. Nasutitermes vadoni
240. Nasutitermes vallis
241. Nasutitermes vishnu
242. Nasutitermes walkeri
243. Nasutitermes wheeleri
244. Nasutitermes xingshanensis